# The Dream Synopsis
The Dream Synopsis es un EP  de la banda The Last Shadow Puppets, lanzado el 2 de diciembre de 2016. Contiene re-grabaciones de dos canciones del segundo álbum, Everything You've Come to Expect, así como cuatro covers que la banda tocó durante su gira en 2016. Fue el último lanzamiento del segundo periodo de actividad de la banda.

## Grabación
The Dream Synopsis fue grabado en un día en los estudios Future-Past en agosto de 2016. Las canciones incluidas fueron grabadas en vivo en el estudio.

## Lista de canciones
| N.º | Título                    | Duración |  |
| 1.  | «Aviation»                | 3:46     |  |
| 2.  | «Les Cactus»              | 3:20     |  |
| 3.  | «Totally Wired»           | 3:37     |  |
| 4.  | «This Is Your Life»       | 2:55     |  |
| 5.  | «Is This What You Wanted» | 6:46     |  |
| 6.  | «The Dream Synopsis»      | 3:42     |  |